# Lista abrevierilor statelor SUA
Pagina este o listă de abrevieri uzuale de două litere folosite în cazul statelor componente ale Statelor Unite ale Americii.
- AK -- statul Alaska
- AL -- statul Alabama
- AR -- statul Arkansas
- AZ -- statul Arizona
- CA -- statul California
- CO -- statul Colorado
- CT -- statul Connecticut

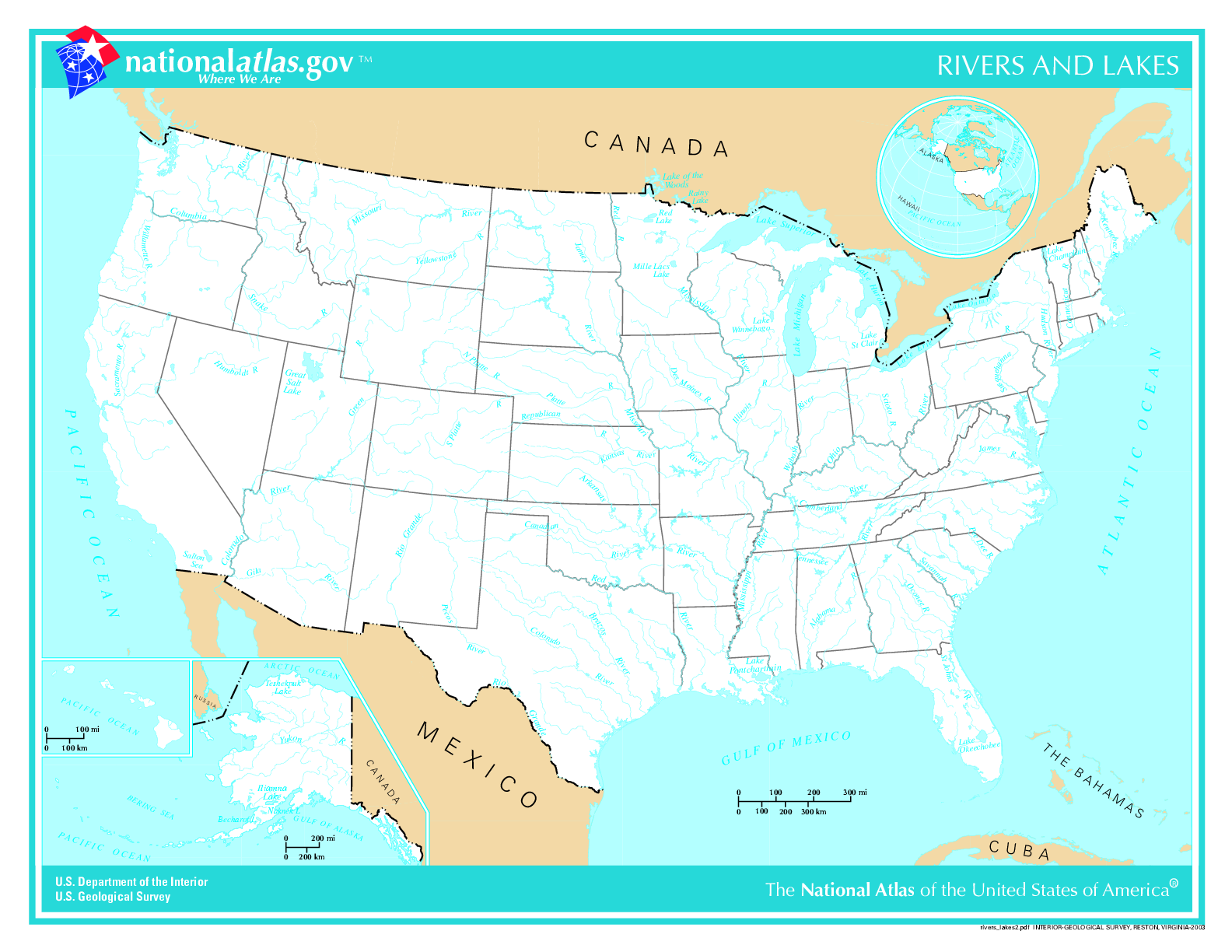
Harta SUA

- DC -- districtul federal Columbia (Washington D.C.)
- DE -- statul Delaware
- FL -- statul Florida
- GA -- statul Georgia
- HI -- statul Hawaii
- IA -- statul Iowa
- ID -- statul Idaho
- IL -- statul Illinois
- IN -- statul Indiana
- KS -- statul Kansas
- KY -- statul Kentucky
- LA -- statul Louisiana
- MA -- statul Massachusetts
- MD -- statul Maryland
- ME -- statul Maine
- MI -- statul Michigan
- MN -- statul Minnesota
- MO -- statul Missouri
- MS -- statul Mississippi
- MT -- statul Montana
- NC -- statul Carolina de Nord
- ND -- statul Dakota de Nord
- NE -- statul Nebraska
- NH -- statul New Hampshire
- NJ -- statul New Jersey
- NM -- statul New Mexico
- NV -- statul Nevada
- OH -- statul Ohio
- OK -- statul Oklahoma
- OR -- statul Oregon
- PA -- statul Pennsylvania
- RI -- statul Rhode Island
- SC -- statul Carolina de Sud
- SD -- statul Dakota de Sud
- TN -- statul Tennessee
- TX -- statul Texas
- UT -- statul Utah
- VA -- statul Virginia
- VT -- statul Vermont
- WA -- statul Washington
- WI -- statul Wisconsin
- WV -- statul Virginia de Vest
- WY -- statul Wyoming